# Jules Signoret
Jules Signoret (fl. XX secolo) è stato un calciatore francese, di ruolo portiere.

## Carriera

### Club
Nel 1908 ha giocato nel RC Franciscain.

### Nazionale
Fece parte della rosa che partecipò ai Giochi olimpici del 1908, ma a causa della sconfitta per 17-1 la sua Nazionale si ritirò dalla competizione senza disputare la finale per il terzo posto non permettendogli di avere la possibilità di scendere in campo.